# Євген Патон (срібна монета)
«Євге́н Пато́н» — ювілейна монета зі срібла номіналом 5 гривень, випущена Національним банком України. Присвячена вченому зі світовим іменем, фундаторові українських шкіл у галузі мостобудування та електрозварювання, видатному інженеру і педагогові Євгену Оскаровичу Патону (1870 — 1953). З його ініціативи було створено Електрозварювальну лабораторію при Академії наук України, яку в 1934 році реорганізовано в Інститут електрозварювання, директором і науковим керівником якого до кінця життя незмінно був Євген Патон.
Монету введено в обіг 5 лютого 2010 року. Вона належить до серії «Видатні особистості України».

## Опис та характеристики монети
| Номінал грн. | Метал            | Маса, грам    | Діаметр, мм. | Якість виготовлення | Гурт                           | Тираж, штук |
| ------------ | ---------------- | ------------- | ------------ | ------------------- | ------------------------------ | ----------- |
| 5            | срібло 925 проби | 15,55 / 16,81 | 33,0         | пруф                | гладкий із заглибленим написом | 5 000       |

### Аверс
На аверсі монети вгорі розміщено малий Державний Герб України, напис півколом «НАЦІОНАЛЬНИЙ БАНК УКРАЇНИ», композицію, що символізує діяльність ученого в галузі мостобудування — міст Патона — перший в Європі суцільнозварний міст, над яким — пішохідний міст над Петровською алеєю, стилізований лист ватмана (ліворуч), унизу написи — «5 ГРИВЕНЬ/ 2010».

### Реверс

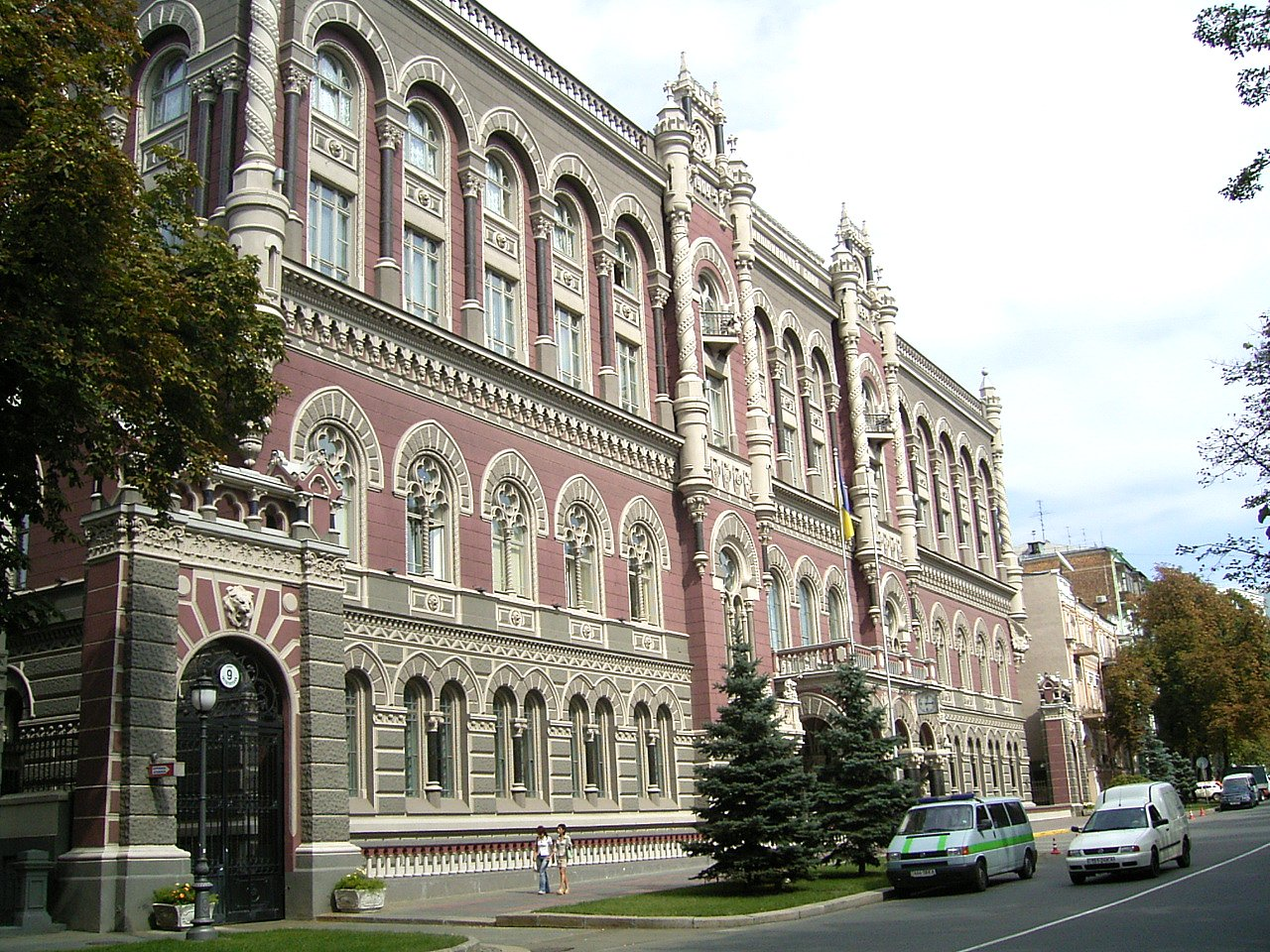
Будівля Національного банку України

На реверсі монети зображено портрет Євгена Патона, праворуч від якого стилізований спалах, який виникає під час зварювання, унизу написи — «ЄВГЕН/ПАТОН/ 1870 — 1953».

## Автори
- Художник — Груденко Борис.
- Скульптор — Атаманчук Володимир.

## Вартість монети
Ціна монети — 531 гривня, була зазначена на сайт Національного банку України 2018 року.
Фактична приблизна вартість монети, з роками змінювалася так:
| Рік        | 2010 | 2011 | 2012 | 2013 | 2014 | 2015 | 2016 | 2017 | 2018 | 2019 | 2020 | 2021 | 2022 | 2023  | 2024  | 2025  |
| ---------- | ---- | ---- | ---- | ---- | ---- | ---- | ---- | ---- | ---- | ---- | ---- | ---- | ---- | ----- | ----- | ----- |
| Ціна, грн. | 270  | 330  | 370  | 350  | 270  | 350  | 400  | 590  | 520  | 500  | 440  | 580  | 700  | 1 100 | 1 300 | 1 500 |